# Lista de armas da Espanha na Segunda Guerra Mundial
Esta é uma lista de armas utilizadas pela Espanha durante a Segunda Guerra Mundial. A Espanha franquista permaneceu neutra durante o conflito, mas o ditador espanhol Francisco Franco simpatizava com o Eixo, devido ao apoio que a Itália fascista e a Alemanha nazista  ofereceram ao movimento franquista durante a Guerra Civil Espanhola, apoio importantíssimo para a sua vitória. Esta lista é somente para a Espanha e não abrange a Divisão Azul, que fazia parte da Wehrmacht e não do Exército Espanhol.

## Armas de mão

### Rifles
- Mauser Modelo 1893[1]
- M43 Mauser Espanhola (K98k espanhola)[2]
- Mauser Gewehr 98
- Vetterli-Vitali M1887/15
- Steyr-Mannlicher M1895[3]
- Mannlicher M1888[4]
- Carabina Destroyer
- El Tigre: cópia espanhola do modelo americano Winchester modelo 1892.
- Remington Rolling Block

### Pistolas
- Astra 400[5]
- Star Modelo 14
- Astra M903
- Astra 600
- Rubi M1915
- Campo-Giro
- Bergmann-Bayard Modelo 1903: Produzido sob licença espanhola.
- Pistola F. Ascaso
- JO. E.L. AR.
- Destroyer Gaztañaga
- Mauser C96 M30[6]
- Browning FN M1903
- Beretta modelo 1934

### Revólver
- MAS Modelo 1892
- Webley Bull Dog
- Orbea M1884: Produção licenciada do revolver americano Smith & Wesson Modelo 3.
- Mauser C78

### Metralhadoras
- Hotchkiss Mle 1914[7]
- MG08[8]
- Darne M1918
- Maxim
- ZB vz. 26
- ZB vz. 30: menos de 1000 entregues de um pedido de 20.000.[7]
- ALFA M44

### Submetralhadoras
- Erma EMP: grandes quantidades adquiridas durante a Guerra Civil, copiadas e produzidas localmente como MP41/44.[9]
- Bergmann MP 28/II[10]
- MP 38
- Star Si 35
- Arsenal M23
- Labora Fontbernat M-1938
- Star Modelo Z-45

## Artilharia

### Artilharia de campanha
- Canon de 75 modelo 1897[11]

### Artilharia pesada
- Canon de 155 C modelo 1917 Schneider[11]

## Veículos blindados de combate (AFVs)
- Panzerkampfwagen I[12]
- L3/33[11]
- T-26[11]
- Panzer IV H[13]
- Sturmgeschütz III[13]